# Fontanna z Sową w Bielawie
Fontanna z Sową – fontanna znajdująca się w Bielawie (powiat dzierżoniowski) na centralnym placu Wolności.
Obiekt postawiono w okresie międzywojennym z piaskowca. Autorem rzeźby był Fiedler, a dzieło wykonano w zakładzie kamieniarskim Karla Teicha w Piławie Górnej. Basen fontanny stoi na ośmiokątnej podstawie. Na zewnętrznych ścianach basenu, po wybudowaniu fontanny umieszczono tarcze z symbolami nazistowskimi (tereny te wtedy znajdowały się w obrębie Niemiec). Po zakończeniu II wojny światowej i powrocie tych ziem do Polski, elementy te zostały zlikwidowane. W środku basenu posadowiony jest kamienny blok z czterema rzygaczami z miedzi. Z bloku wyrasta pięciometrowa kolumna z głowicą, w której wyrzeźbiono osiem postaci krasnoludków trzymających płytę z rzeźbą sowy, która lewą szponą utrzymuje herb Bielawy. Obiekt remontowano w 2004 i w 2018.